# Folke Lundeberg
Folke Olof Lundeberg (* 24. November 1878 in Valbo, Gävleborgs län; † 16. März 1952) war ein schwedischer Tiefbauingenieur. Er war der Sohn des Politikers Christian Lundeberg.

## Leben
Nach seinem Examen für Weg- und Wasserbauwesen (schwedisch Väg- och vattenbyggnadskonst) 1901 an der Königlichen Technischen Hochschule in Stockholm sowie einem Ausbildungsgang Befestigungstechnik  wurde Lundeberg 1902 Ingenieur bei den Stadtwerken in Stockholm. Er war Planer der von Orsa–Härjeådalens Järnvägsaktiebolag errichteten Bahnstrecke Orsa–Sveg, die 1919 in die Inlandsbahn integriert wurde.
Von 1902 bis 1905 war er Distriktleiter des mittleren und oberen nördlichen Distrikts für das Weg- und Wasserbauwesen und Konstrukteur des von 1905 bis 1908 neu gebauten Gas- und Elektrizitätswerkes in Stockholm sowie von 1908 bis 1909 der dortige Arbeitsdirektor. 1907 wurde er Leutnant im Väg- och vattenbyggnadskåren, zum Kapitän wurde er 1915 befördert. Den Titel eines Majors erhielt er 1924 und 1931 wurde er Oberstleutnant dieser Behörde.
Von 1909 bis 1921 hatte er den Posten eines Feueringenieurs im Vorstand des Lotsenwesens inne. Oberfeueringenieur und Vorstandsmitglied des Lotsenwesens war Lundeberg von 1921 bis 1939. In dieser Funktion vertrat er Schweden bei internationalen Konferenzen in London 1929, in  Paris 1933 und in Berlin 1937.

## Auszeichnungen
- Kommandeur des Nordstern-Ordens[1]